# Estadi Raoul-Barrière
L'Estadi Raoul-Barrière, anteriorment 'Estadi de la Méditerranée, és un estadi de rugbi a 15 de la ciutat occitana de Besiers, utilitzat principalment per l'AS Béziers.
Aquest recinte va ser construït el 1989 amb motiu dels Jocs del Mediterrani de 1993 i s'assembla a una immensa petxina o a una pilota de rugbi. El 1999, aquest estadi va acollir dos partits de la Copa del Món de Rugbi. La capacitat inicial era per a 20 000 persones, tot i que l'any 2005 es van reduir fins a les 18 555, de les quals 16 110 assegudes, després de la seva renovació.
El 2006 va obrir una cerveseria de 430 m² a la tribuna d'honor, amb una capacitat per a 280 persones i amb vistes sobre el terreny de joc. L'any següent es va obrir una cafeteria, oberta tots els dies de partit, a la tribuna de just al davant d'on s'havia obert la cerveseria de l'any anterior.
El maig de 2019, l'estadi fou re anomenat Estadi Raoul Barrière en honor de l'entrenador del Grand Béziers dos mesos després de la seva mort.